# Peter Riegert
Peter Riegert (Nueva York, 11 de abril de 1947) es un actor, director de cine y guionista estadounidense, reconocido principalmente por sus papeles como Donald "Boon" Schoenstein en Animal House (1978), "Mac" MacIntyre en Un tipo genial (1983), Mitch Kellaway en La máscara (1994) y Lou Levov en American Pastoral (2016). Dirigió el corto By Courier (2000) y, junto a la productora Ericka Frederick, fue nominado a un Premio Óscar en la categoría de mejor cortometraje.
En televisión interpretó el papel recurrente de Ronald Zellman en la serie de HBO Los Soprano (2001–2002), a George Moore en la primera temporada de la serie Damages (2007) y al padre de Seth Green en la comedia Dads (2013–2014). Fue nominado a un premio Primetime Emmy por su participación en el telefilme Barbarians at the Gate (1993).

## Filmografía

### Cine y televisión
| Año  | Película                                    | Papel                     |
| ---- | ------------------------------------------- | ------------------------- |
| 1978 | National Lampoon's Animal House             | Donald "Boon" Schoenstein |
| 1979 | Americathon                                 | McMerkin                  |
| 1979 | Chilly Scenes of Winter                     | Sam Magurie               |
| 1983 | Local Hero                                  | MacIntyre                 |
| 1986 | News at Eleven                              | Eric Ross                 |
| 1987 | The Stranger                                | Dr. Harris Kite           |
| 1988 | Crossing Delancey                           | Sam Posner                |
| 1989 | W. Eugene Smith: Photography Made Difficult | W Eugene Smith            |
| 1990 | A Shock to the System                       | Robert (Bob) Benham       |
| 1991 | Oscar                                       | Aldo                      |
| 1991 | The Runestone                               | Fanducci                  |
| 1991 | The Object of Beauty                        | Larry                     |
| 1993 | Gypsy                                       | Herbie                    |
| 1993 | Barbarians at the Gate                      | Peter Cohen               |
| 1994 | The Mask                                    | Mitch Kellaway            |
| 1995 | The Infiltrator                             | Rabbi Cooper              |
| 1995 | An Element of Truth                         | Sidney                    |
| 1997 | Face Down                                   | Cooper                    |
| 1997 | North Shore Fish                            | Porker                    |
| 1998 | The Baby Dance                              | Richard Luckman           |
| 1998 | The Scandalous Me: Jacqueline Susann Story  | Irving Mansfield          |
| 2000 | Traffic                                     | Michael Adler             |
| 2001 | Bojangles                                   | Marty Forkins             |
| 2004 | King of the Corner                          | Leo Spivak                |
| 2004 | Mystery Dance                               | Alan Baker                |
| 2009 | Love Conquers Paul                          | Feigenbaum                |
| 2010 | The Stranger                                | Dr Harris Kildee          |
| 2011 | The Hit List                                | Bill Grieber              |
| 2011 | Sholem Aleichem: Laughing in the Darkness   | Él mismo                  |
| 2011 | We Bought a Zoo                             | Delbert McGinty           |
| 2013 | At Middleton                                | Boneyard Sims             |
| 2014 | The Walk                                    | Alfred Foxman             |
| 2016 | American Pastoral                           | Lou Levov                 |

## Premios y nominaciones
Premios Óscar
| Año  | Categoría          | Película   | Resultado |
| ---- | ------------------ | ---------- | --------- |
| 2001 | Mejor cortometraje | By Courier | Nominado  |